# Parafia św. Ojca Pio w Płońsku
Parafia pw. św. Ojca Pio w Płońsku – rzymskokatolicka parafia należąca do dekanatu płońskiego południowego, diecezji płockiej, metropolii warszawskiej. Poprzednio należała do dekanatu płońskiego, diecezji płockiej, metropolii warszawskiej.

## Historia parafii
Parafia powstała w 2017 roku z parafii św. Michała Archanioła w Płońsku, św. Maksymiliana Kolbego w Płońsku i św. Urbana w Baboszewie. Nabożeństwa odbywają się w tymczasowej kaplicy. 

## Miejsca święte

### Kościół parafialny
5 maja 2019 odbyła się uroczystość wmurowania kamienia węgielnego pod budowę kościoła parafialnego na działce położonej w sąsiedztwie kaplicy. Mszę odprawił biskup płocki Piotr Libera.

## Obszar parafii

### Miejscowości i ulice
W granicach parafii znajdują się miejscowości:
- Arcelin,
- Ćwiklin,
- Ilino,
- Ilinko,
- Kluczewo,
- Szerominek,
- Szeromin.
- Płońsk (zachodnią część)